# Eduardo Mallea

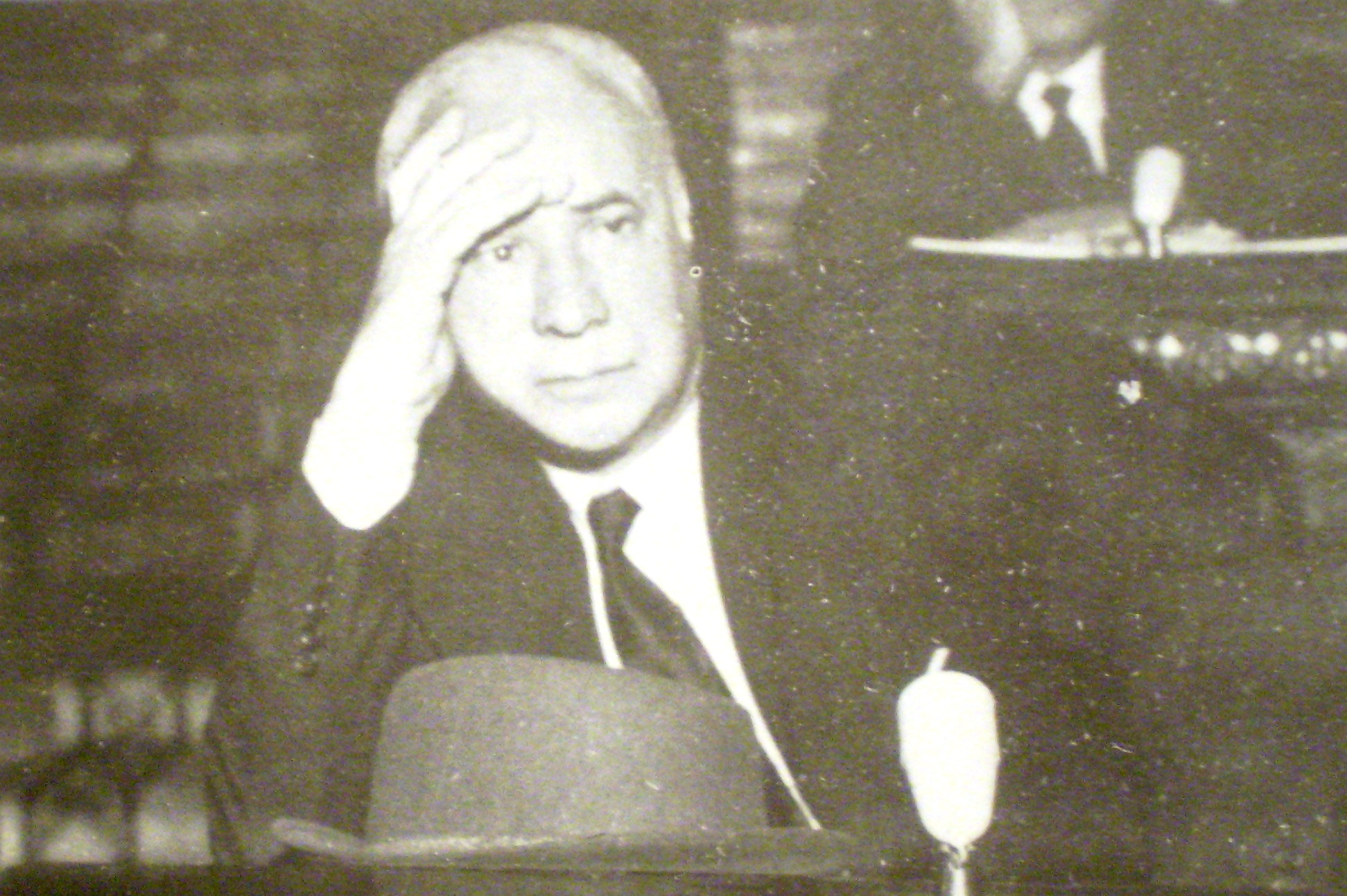

Eduardo Alberto Mallea (Bahía Blanca; 14 de agosto de 1903 - Buenos Aires; 12 de noviembre de 1982) fue un escritor y diplomático argentino.

## Biografía
Eduardo Alberto Mallea era hijo de Narciso Segundo Mallea y de Manuela Artiria. Su padre, nacido en San Juan e hijo de un primo segundo de Domingo Sarmiento, era un médico que había realizado sus estudios en Buenos Aires. Una vez recibido, ejerció su profesión en Benito Juárez y Azul (provincia de Buenos Aires) trasladándose luego a Bahía Blanca –a la sazón, la ciudad más importante del sur argentino–, ubicada a unos 680 kilómetros de la capital federal. Fue de su padre de quien recibió la mayor influencia para inclinarse, definitivamente, por la literatura. Como describe Oscar Hermes Villordo. Era amigo de Manuel Lainez, tío abuelo del novelista Manuel Mujica Lainez».
En 1907 la familia realizó un viaje a Europa. Al regreso, en 1910, Eduardo fue inscrito en un colegio inglés en Bahía Blanca. En 1916 la familia se trasladó a Buenos Aires, donde Eduardo escribe sus primeros relatos y publica en 1920 el primer cuento La Amazona. Tres años después, el diario La Nación le publicó Sonata de soledad. En 1926 aparecerán los Cuentos para una inglesa desesperada y un año después abandona los estudios de abogacía, ingresando a la redacción de La Nación, donde sería por muchos años el director del suplemento literario. La Revista de Occidente le publica en 1932 la novela La angustia. En 1936 se edita La ciudad junto al río inmóvil y en 1937 la editorial Sur publica en Buenos Aires su obra más importante como ensayo interpretativo de la realidad social y espiritual del país: Historia de una pasión argentina [véase el estudio de Alberto Fernando Roldán, “Eduardo Mallea y su visión del nuevo hombre argentino”]. En 1940 se publica la novela La bahía de silencio y un año después sale a la luz otra obra suya con el título: Todo verdor perecerá. En 1941 se publica su libro de ensayos El sayal y la púrpura. En 1946 recibe el premio de letras Sade a manos del presidente Juan Domingo Perón, este suceso lo llevaría a ser perseguido en los primeros meses de la dictadura autodenominada Revolución Libertadora. Sin embargo sería liberado en octubre de 1955  gracias a una campaña de diversos escritores, siendo posteriormente rehabilitado
A modo de síntesis de las influencias de escritores como los mencionados, Myron Lichtblau escribió: “Debió sentir cierta afinidad con aquellos escritores que trataron de utilizar el fenómeno del lenguaje no sólo como medio de comunicación o adorno descriptivo, sino como una fuerza vital y creadora que pudiera integrarse funcionalmente con la materia tratada”.
Mallea fue invitado a pronunciar conferencias en muchos centros académicos del mundo tales como las universidades de Princeton y Yale y la Academia Goethe de San Pablo.[cita requerida] En su honor existe el premio Eduardo Mallea.

## Obra
- El escritor y nuestro tiempo (1935). El sayal y la púrpura. Buenos Aires: Losada, 2.ª edición, 1962
- Cuentos para una inglesa desesperada (1926, ed. Gleizer)
- Conocimiento y expresión de la Argentina (1935, Ensayo, Buenos Aires, Sur)
- Nocturno europeo (1935, Novela, Buenos Aires Sur)
- La ciudad junto al río inmóvil (1936, Nueve novelas cortas, Buenos Aires, Sur)
- Historia de una pasión argentina (1937, ensayo, Buenos Aires, Sur)
- Fiesta en noviembre (1938, Buenos Aires, Club del Libro A.L.A.)
- Meditación en la costa (1939, Buenos Aires, Imprenta Mercatali)
- La bahía de silencio (1940, Buenos Aires, Sudamericana)
- El sayal y la púrpura (1941, ensayos, Buenos Aires, Losada)
- Todo verdor perecerá (1943, novela, Buenos Aires, Espasa-Calpe)
- Las águilas (1944, novela, Buenos Aires, Sudamericana)
- Rodeada esta de sueño (1946, Buenos Aires, Espasa-Calpe)
- El retorno (1946, Buenos Aires, Espasa-Calpe)
- El vínculo. Los Rembrandts. La rosa de Cernobbio. (1946, Noveulles, Emecé)
- Los enemigos del alma (1950, novela, Buenos Aires, Sudamericana)
- La torre (1951, novela, Buenos Aires, Sudamericana)
- Chaves (1953, novela, Buenos Aires, Losada)
- La sala de espera (1953, Buenos Aires, Sudamericana)
- Notas de un novelista (1954, ensayos, Buenos Aires, Losada)
- Simbad (1957, novela, Sudamericana)
- El gajo de enebro (1957, teatro, Buenos Aires, Emecé)
- Posesión (1958, nouvelles, Buenos Aires, Sudamericana)
- La razón humana (1959, nouvelles, Buenos Aires, Losada)
- La vida blanca (1960, Buenos Aires, Sur)
- Las travesías I (1961, Buenos Aires, Sudamericana)
- Las travesías II (1962, Buenos Aires, Sudamericana)
- La representación de los aficionados (1962, teatro, Buenos Aires, Sudamericana)
- La guerra interior (1963, ensayo, Buenos Aires, Sur)
- Poderío de la novela (1965, ensayos, Buenos Aires, Aguilar)
- El resentimiento (1966, noveulles, Buenos Aires, Sudamericana)
- La barca de hielo (1967, relatos, Buenos Aires, Sudamericana)
- La red (1968, relatos, Buenos Aires, Sudamericana)
- La penúltima puerta (1969, Buenos Aires, Sudamericana)
- Triste piel del universo (1971, novela, Buenos Aires, Sudamericana)
- Gabriel Andaral (1971, Buenos Aires, Sudamericana)
- En la creciente oscuridad (1973, Buenos Aires, Sudamericana)
- Los papeles privados (1974, ensayo, Buenos Aires, Sudamericana)
- La mancha en el mármol (1982, cuentos, Buenos Aires, Sudamericana)
- La noche enseña a la noche (1985, novela, Buenos Aires, Sudamericana)

## Premios y distinciones
- Gran Premio de Honor de la SADE, 1946